# Yukon Striker
Yukon Striker – stalowa kolejka górska firmy B&M otwarta 3 maja 2019 roku w parku Canada’s Wonderland w Kanadzie. Najwyższa (ex aequo z kolejką Valravn w parku Cedar Point), najszybsza i najdłuższa na świecie kolejka typu Dive Coaster. Należy do kategorii wysokości hyper coaster. Rzeczywista wysokość pierwszego spadku jest jeszcze większa dzięki zastosowaniu podziemnego tunelu.

## Historia
W grudniu 2017 park wystąpił do Toronto and Region Conservation Authority o pozwolenie na modyfikację znajdującego się na terenie parku zbiornika wodnego w celu budowy nowej kolejki górskiej. Pozwolenie zostało przyznane na okres od stycznia 2018 do stycznia 2020.
Pierwsze prace związane z usunięciem starej kolejki Vortex, na miejscu której powstaje Yukon Striker, rozpoczęły się w styczniu 2018 roku. W tym samym czasie pojawiły się pierwsze elementy konstrukcji nowego roller coastera.
15 sierpnia 2018 roku park wydał oficjalne oświadczenie o budowie nowej kolejki górskiej.
Na początku września 2018 roku ukończono budowę tunelu oraz rozpoczęto przygotowania do instalacji głównego wzniesienia.
W połowie października 2018 roku budowa głównego wzniesienia została zakończona.
Na początku lutego 2019 roku zainstalowany został ostatni fragment toru (szczyt pionowej pętli).
W kwietniu 2019 park opublikował oficjalne nagranie z przejazdu testowego.

3 maja 2019 roku kolejka została otwarta dla gości parku.

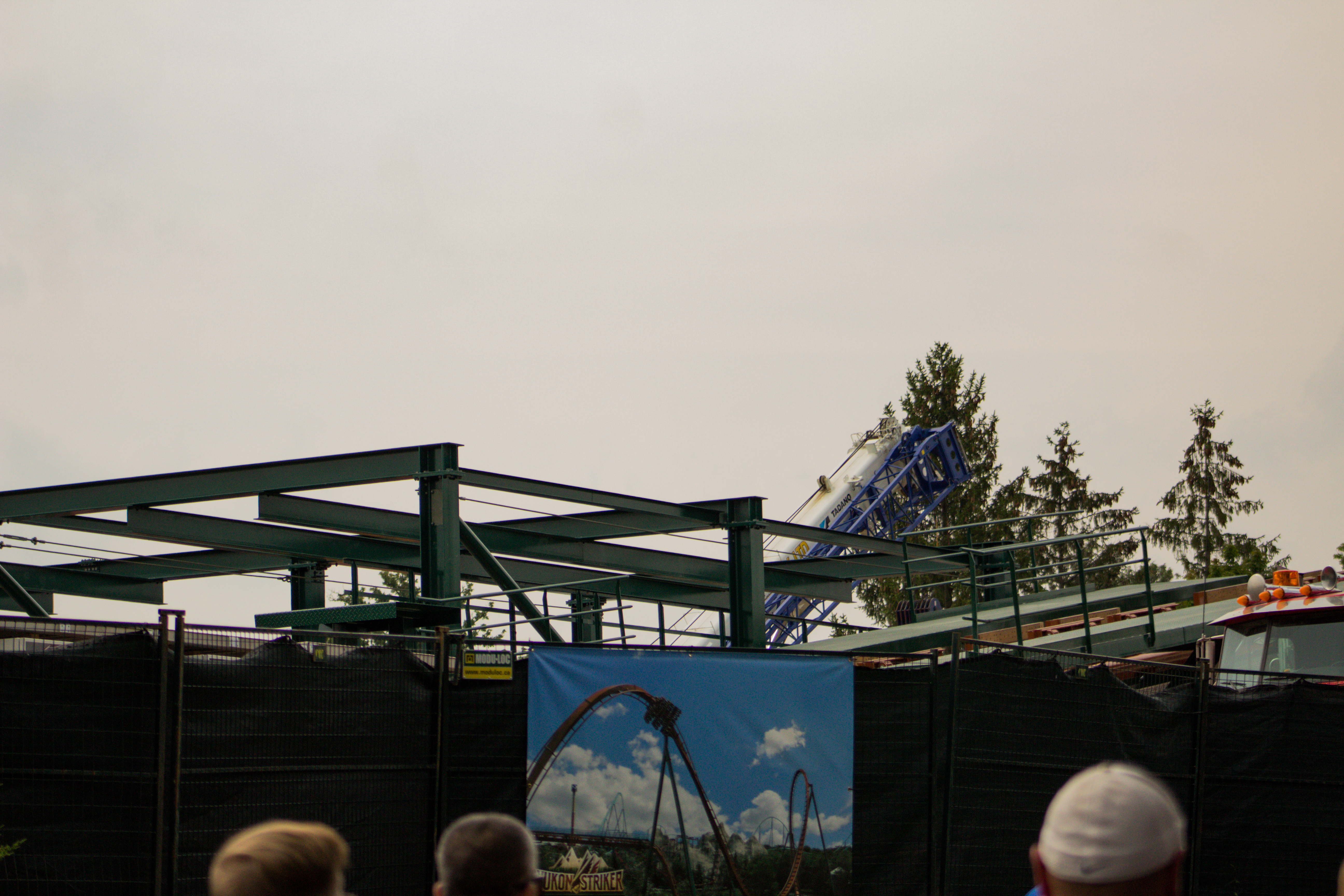
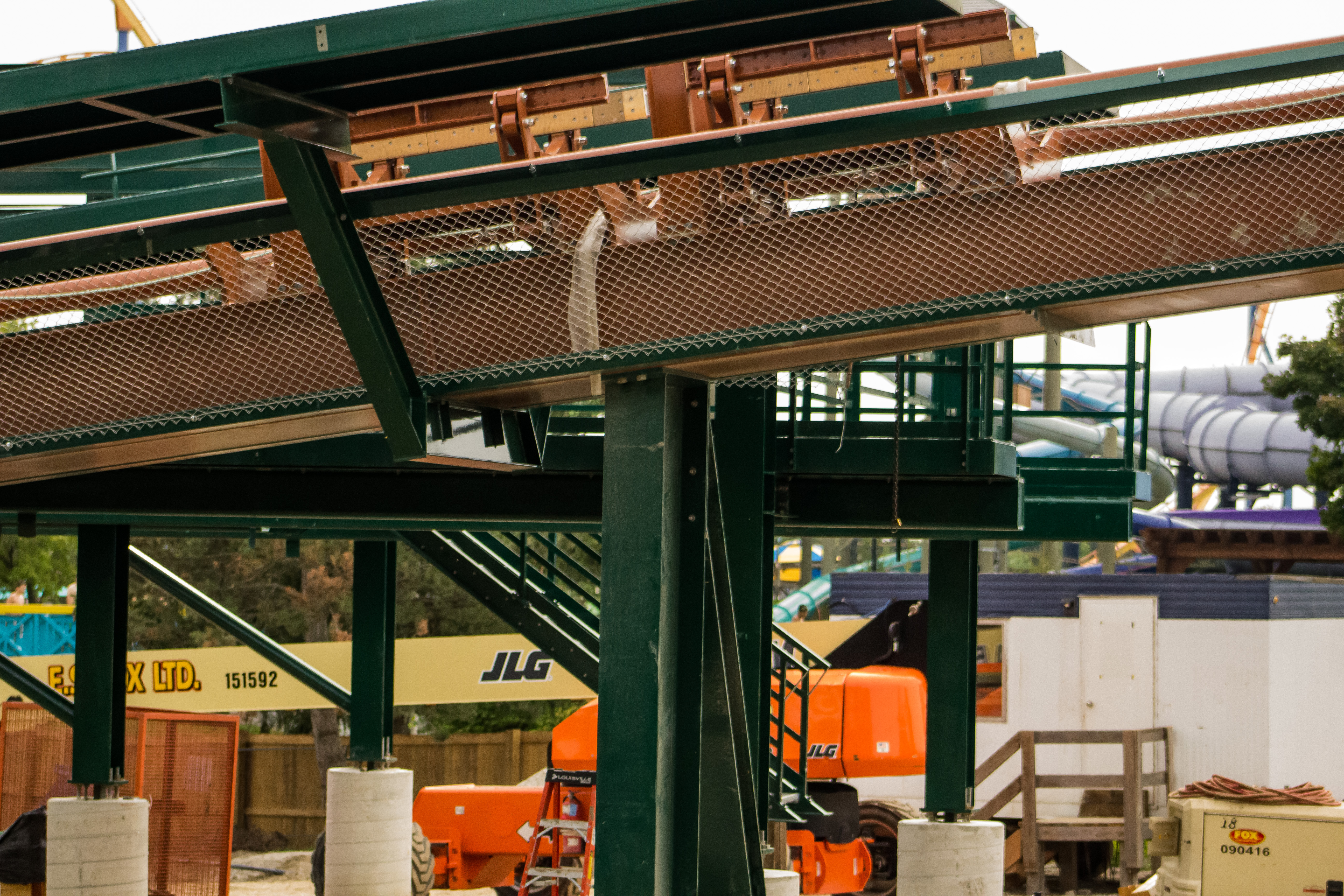
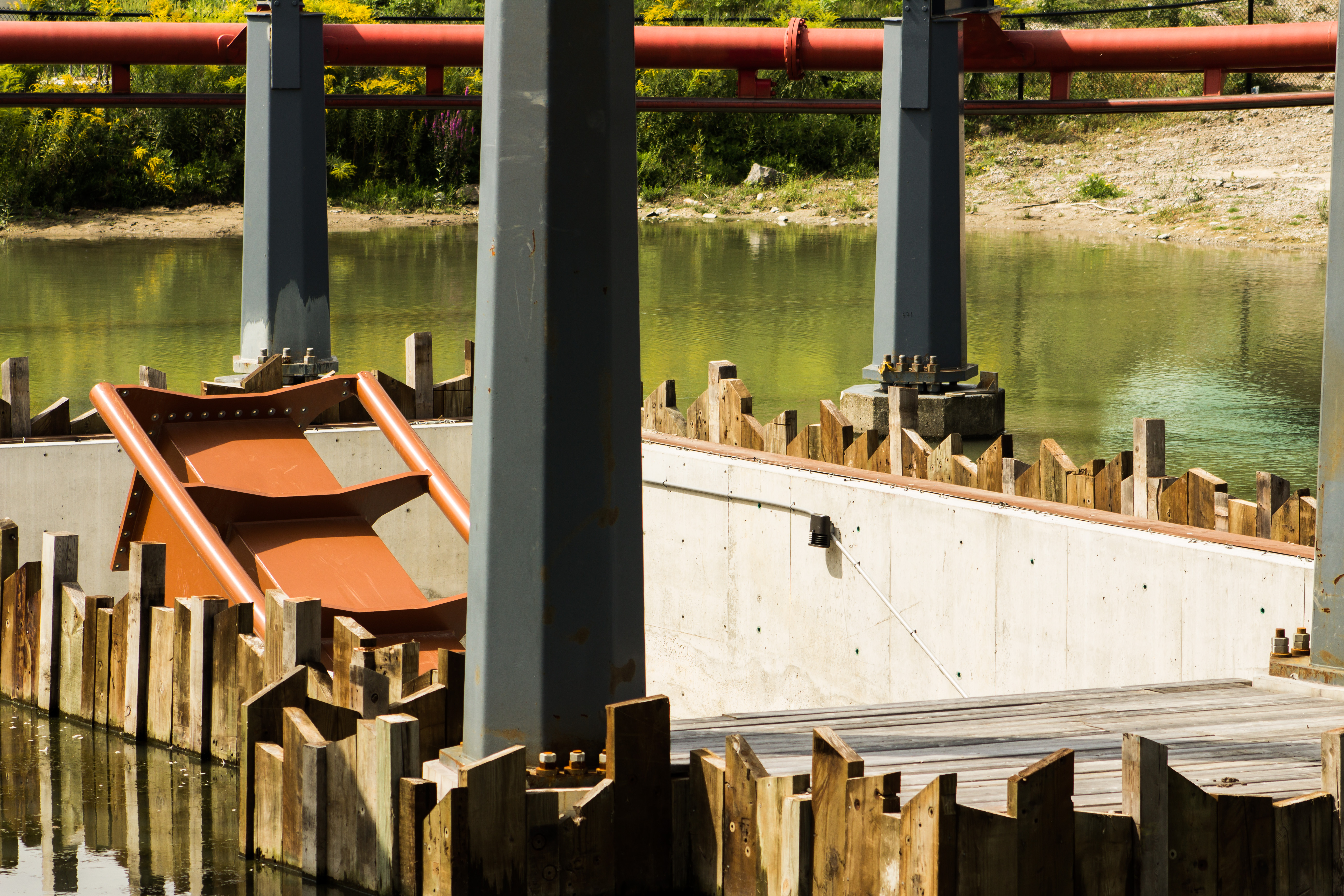
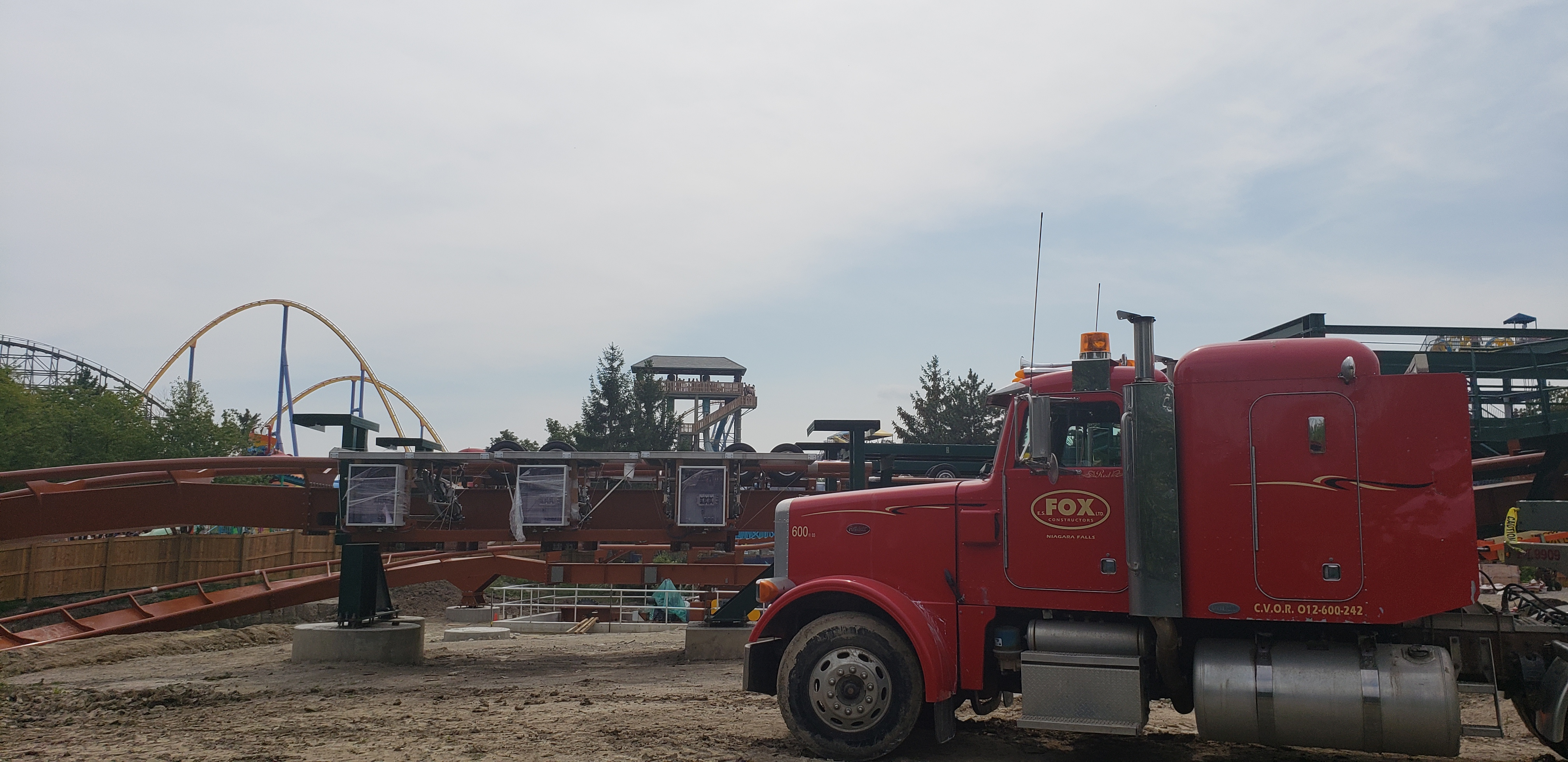

## Tematyzacja
Tematyzacja roller coastera oparta jest na fikcyjnej historii poszukiwaczy złota osadzonej w roku 1897 w północno-zachodniej Kanadzie. Wysiłkom poszukiwaczy, których zwabiły pogłoski o złożach złota, przygląda się złoty orzeł (tytułowy Yukon Striker).

## Opis przejazdu
Po opuszczeniu stacji pociąg wykonuje zakręt o 180° w prawo i rozpoczyna wjazd na główne wzniesienie o wysokości 68 m. Następnie zakręca o 90° w prawo, zatrzymuje się na kilka sekund na krawędzi, po czym zjeżdża z głównego spadku o 74,7 m w dół i pokonuje cztery inwersje z rzędu: immelmann, pętlę nurkującą, zwykłą pionową pętlę i ponownie immelmann. Po przejechaniu przez hamulce sekcyjne pociąg zostaje spowolniony i wykonuje drugi, mniejszy pionowy spadek, przejeżdża przez niewielkie wzniesienie z nieważkością (airtime), wykonuje spiralę 360° w prawo, zostaje wyhamowany i powraca na stację.